# Battista Spinola
Battista Spinola a été le 47e doge de Gênes du 4 janvier 1531 au 4 janvier 1533.

## Biographie
Fils de Tommaso Spinola, de la branche des Spinola di San Luca et de Giacomina Doria, il naît à Gênes en 1472.
Devenu doge le 4 janvier 1531, lors de la deuxième succession biennale et la 47ème de l'histoire de la république de Gênes, il succède à Oberto Cattaneo Lazzari. Son mandat se terminera, comme prévu, le 4 janvier 1533. Pendant cette période, il institua le Magistrat de l'Abondance et chargea l'annaliste Giovanni Partenopeo de rédiger les Annales de la République de 1520 à 1541.
Amoureux de la littérature, il en promut la diffusion dans le chef-lieu génois.
À sa mort, survenue à Gênes en 1539, il fut enterré en l'abbaye de San Nicolò del Boschetto.
Battista Spinola se maria deux fois. De chacune de ses épouses, il n'eut qu'une fille : de Maria De Marini, Perinetta Spinola, qui épousa Luca Grimaldi di Gerolamo ; de Tommasina Lomellini (1469 † ?), Luigia Spinola, qui épousa Girolamo Doria, qui deviendra cardinal à la mort de sa femme. 